# Кучковени
Кучко̀вени или Кочко̀вени (произношение в местния говор Кучко̀ини, на гръцки: Πέρασμα, Перасма, до 1926 година Κουτσκοβαίνη, Куцковени) е село в Република Гърция, в дем Лерин (Флорина), област Западна Македония.

## География
Селото е разположено в Леринското поле, на 4 километра югоизточно от демовия център Лерин на Менската река (Мелпо рема).

## История

### В Османската империя
Селото се споменава за пръв път в османски дефтер от 1481 година под името Кучковяни с 67 домакинства.
В османски данъчни регистри на немюсюлманското население от вилаета Филорине от 1626 – 1627 година селото е отбелязано под името Кучйовени с 15 джизие ханета (домакинства). В 1848 година руският славист Виктор Григорович описва в книгата си „Очерк путешествия по Европейской Турции“ Кучковини като българско село.
В 1861 година Йохан фон Хан на етническата си карта на долината на Вардар отбелязва Куцковен като българско село.
В „Етнография на вилаетите Адрианопол, Монастир и Салоника“, издадена в Константинопол в 1878 година и отразяваща статистиката на населението от 1873 година Кучковени е представено два пъти – веднъж като Кочкойни (Kotchkoïni), село в Леринска каза с 290 домакинства и 830 жители българи и 100 мюсюлмани и втори път като Кучковен (Koutchkovène), село в Костурска каза със 70 домакинства и 250 жители българи.
В 1878 година в Леринско действа четата на войводата Дельо Стоев от Кучковени.
В 1900 година според Васил Кънчов („Македония. Етнография и статистика“) в Кучковени (Кучкоени) живеят 840 българи християни.
На Етнографската карта на Битолския вилает на Картографския институт в София от 1901 година Кучковени е чисто българско село в Леринската каза на Битолския санджак с 46 къщи.
Според рапорт на българския търговски агент в Битоля Андрей Тошев цялото село (46 къщи), част от Костурска епархия, което дотогава винаги е било патриаршистко, признава върховенството на Българската екзархия в края на 1902 година. По данни на секретаря на екзархията Димитър Мишев („La Macédoine et sa Population Chrétienne“) в 1905 година в Кочковени има 760 българи екзархисти.

### В Гърция
През Балканската война в 1912 година в селото влизат гръцки части и след Междусъюзническата в 1913 година селото остава в Гърция. Боривое Милоевич пише в 1921 година („Южна Македония“), че Кучковени има 100 къщи славяни християни. В 1926 година е прекръстено на Перасма. В доклад от 1932 година началникът на жандармерийското управление в Долно Котори Димитриос Кабурас нарича кмета на Кучковени и общинските съветници в селото „фанатични българи“ и предлага смяната им, а в църквата отбелязва български икони.
Селото не пострадва много в Гръцката гражданска война като само няколко семейства емигрират в социалистическите страни. Намаляването на населението след войната се дължи на емиграция отвъд океана.
Според изследване от 1993 година селото е чисто „славофонско“ и „македонският език“ в него е запазен отлично.
След разгрома на Гърция от Нацистка Германия през април 1941 година в селото е установена българска общинска власт. В общинския съвет влизат Коста Недялков, Тодор Попдимитров, Насе Гагапов, Илия Попстоянов, Димитър Кинчаров, Пандил Гичкалов, Никола Попстоянов, Стоян Тафилов, Илия Пирганов, Борис Недялков.
Днес жителите на селото се занимават предимно със земеделие и скотовъдство. Основна забележителност на селото е средновековната църква „Свети Безсребреници“ (Агии Анаргири), построена в 1300 година. Селото празнува на 1 юли и 1 ноември.
| Име                 | Име     | Ново име              | Ново име                  | Описание                                                       |
| ------------------- | ------- | --------------------- | ------------------------- | -------------------------------------------------------------- |
| Малечка             | Μάλτσκα | то Потами ту Тропеуху | τό Ποτάμι τού Τροπαιούχου | река на З от Кучковени, десен приток на Сакулева               |
| Реван               | Ρέβαν   | Исома                 | Ίσωμα                     | местност и възвишение на СЗ от Кучковени (638 m)               |
| Менска река         | Μένσκο  | Мелпо                 | Μέλπω                     | реката, която минава през Кучковени                            |
| Зелица или Зелицата | Ζελίτσα | Прасинорема           | Πρασινόρεμα               | местност на Ю от Лъжени и алтернативно име на река Търно пътче |

### Преброявания
- 1913 – 566 жители
- 1920 – 544 жители
- 1928 – 645 жители
- 1940 – 878 жители
- 1951 – 789 жители
- 1961 – 724 жители
- 1971 – 600 жители
- 1981 – 534 жители
- 2001 – 499 жители
- 2011 – 435 жители

## Личности
Родени в Кучковени
- Кочо Дельов (1880 – 1910), български революционер, лерински войвода на ВМОРО
- Никола Ряпов (на гръцки: Νικόλαος Ράππος, Николаос Рапос), гръцки комунист, член на НОФ.

Български общински съвет в Кучковени в 1941 година
- Коста Недялков
- Тодор Попдимитров
- Насе Гагапов
- Илия Попстоянов
- Димитър Кинчаров
- Пандил Гичкалов
- Никола Попстоянов
- Стоян Тафилов
- Илия Пирганов
- Борис Недялков[16]